# Athyroglossa fascipennis
Athyroglossa fascipennis är en tvåvingeart som först beskrevs av Cresson 1918.  Athyroglossa fascipennis ingår i släktet Athyroglossa och familjen vattenflugor. Inga underarter finns listade i Catalogue of Life.